# Joan Feynman
Joan Feynman (Far Rockaway, Nova York, Estats Units, 31 de març de 1927 - Oxnard, Comtat de Ventura, Califòrnia, 22 de juliol de 2020) va ser una astrofísica estatunidenca. Va contribuir de forma important a l'estudi de les partícules i del camp del vent solar, les relacions Sol-Terra, i la física de la magnetosfera. En particular, Feynman és coneguda per haver desenvolupat una comprensió de l'origen de les aurores boreals. És igualment coneguda per a la creació d'un model que prediu el nombre de partícules d'alta energia susceptible de xocar amb un vehicle espacial en la seva durada de vida, i per al descobriment d'un mètode per predir els cicles de les taques solars. Feynman és la germana petita del físic Richard Feynman.

## Biografia
Feynman va ser educada a Far Rockaway, Nova York, amb el seu germà gran, Richard Feynman. Els seus pares eren Lucille Feynman (nascuda Phillips), mestressa de casa, i Arthur Melville Feynman, empresari. La seva família era originària de Rússia i de Polònia; els seus dos pares eren jueus asquenazites. Com el seu germà, Joan era un nen curiós, i tenia un interès en la comprensió del món natural a una edat precoç. Tanmateix, la seva mare i la seva àvia a la vegada la van dissuadir de seguir estudiant ciències, perquè creien que el cervell de les dones no era físicament capaç de comprendre els complexos conceptes científics de la mateixa que ho fan els cervells dels homes. Malgrat això, el seu germà Richard la va encoratjar sempre a ser curiosa amb l'univers. Ell va ser qui va introduir la jove Joan a les aurores quan, una nit, la va treure del llit per veure les aurores boreals espurnejants sobre d'un camp de golf buit a prop del seu domicili. Més tard, Feynman troba reconfort a un llibre d'astronomia que li va donar el seu germà. Es va convèncer que era apta per estudiar ciència quan va topar amb un gràfic basat en la investigació de l'astrònoma Cecilia Payne-Gaposchkin.

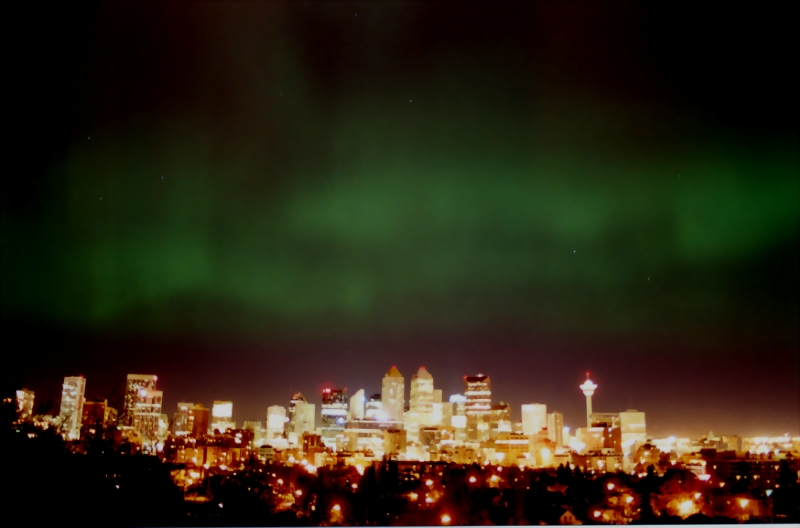
Una aurora boreal a sobre de la ciutat de Calgary

Feynman va obtenir el batxillerat a l'Oberlin College. Va anar més tard la universitat de Syracuse, on va estudiar física de l'estat sòlid amb Melvin Lax. En el transcurs dels seus anys d'estudis superiors, Feynman es va agafar un any sabàtic per viure a Guatemala, on va estudiat antropologia dels pobles maies. Feynman va obtenir finalment el seu doctorat en física l'any 1958. La seva tesi tractava sobre « l'absorció de les radiacions infraroges en cristalls d'estructura en malla de tipus diamant ». Va completar igualment un curset postdoctoral a la Universitat de Colúmbia.
Joan Feynman va morir el 22 de juliol de 2020 a la seva casa d'Oxnard a Califòrnia. Tenia 93 anys